# 모리야마촌 (지바현)
모리야마촌(森山村)은 지바현 가토리군에 일찍이 존재했던 촌이다. 
원래의 오미가와정과 시가지가 연속되어 있다. 모리야마 주재소 등에 그 이름을 남긴다. 

## 지리
- 현재의 가토리시, 구 오미가와정의 동부에 위치한다.
- 촌은 도네강의 남쪽 기슭에 위치한다.
- 촌은 고원과 평지가 뒤섞인 골짜기가 많은 지형이다.

## 역사
- 1889년 4월 1일 - 정촌제 시행에 수반해 가토리군 모리야마촌이 성립하였다.
- 1951년 4월 1일 - 모리야마촌은 오미가와정, 도요우라정, 가미사토촌과 합병해 새로운 오미가와정을 신설해, 동일 모리야마촌은 폐지되었다.
- 2006년 3월 27일 - 오미가와정이 사와라정, 야마다정, 구리모토정과 합병해 가토리시를 신설해 동일 오미가와정은 폐지되었다.

## 인구
| 1891년 | 2,087 |
| 1903년 | 2,426 |
| 1920년 | 2,221 |
| 1930년 | 2,322 |
| 1940년 | 2,368 |
| 1956년 | 2,785 |

## 교통

### 철도
- 국철 나리타선을 통과하고 있었지만, 역은 소재하지 않았다. 가장 가까운 역은 오미가와역

## 참고문헌
- 角川日本地名大辞典編纂委員会『角川日本地名大辞典 12 千葉県』、角川書店、1984年 ISBN 4040011201